# NGC 4071
NGC 4071 est une nébuleuse planétaire située dans la constellation de la Mouche. Elle a été découverte par l'astronome britannique John Herschel en 1835.

## Observation
Avec une magnitude visuelle apparente de 13,0, on doit utiliser un télescope dont l'ouverture est d'au moins 250 mm pour l'observer

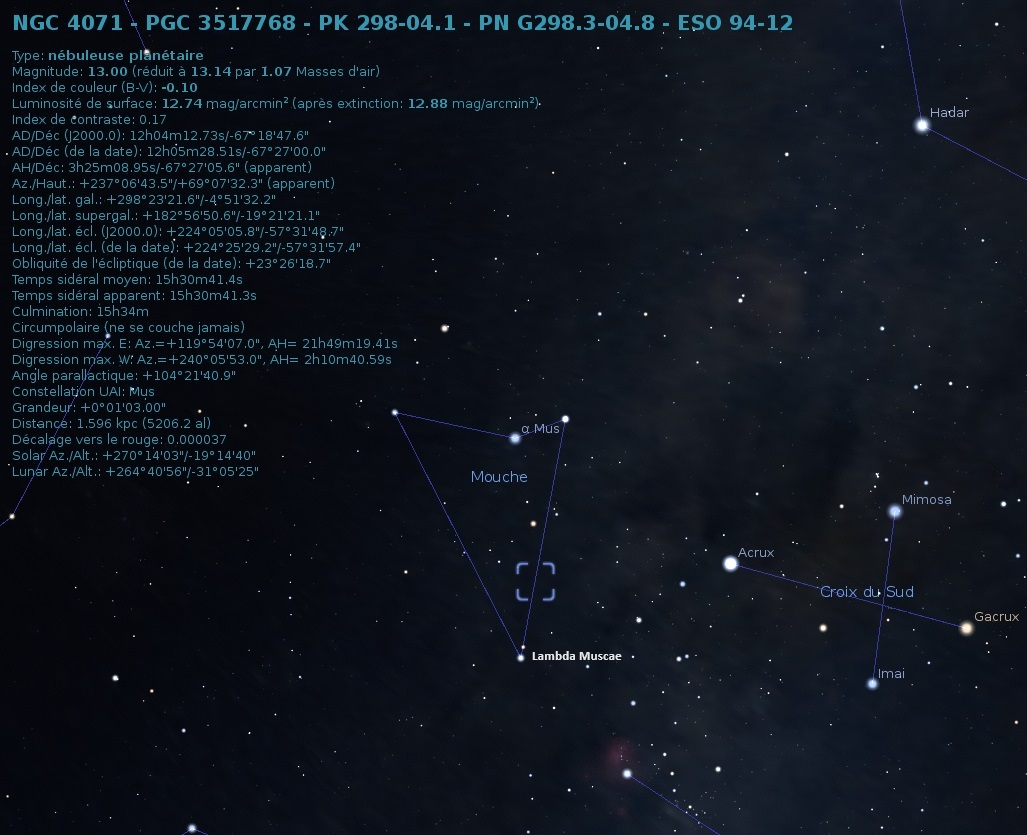
Localisation de NGC 4071 dans la constellation de la Mouche. (Stellarium)

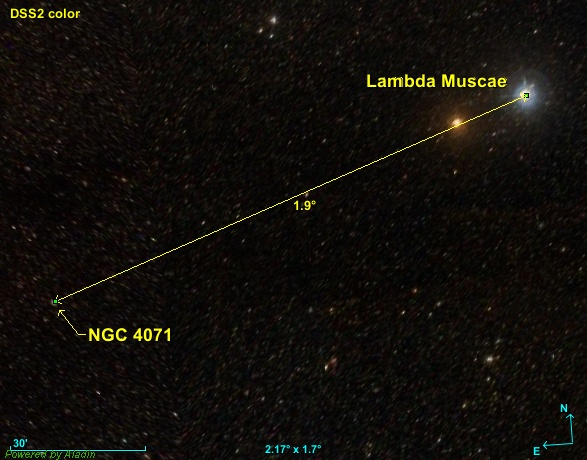
Position de NGC 4071 par rapport à une étoile.

La nébuleuse NGC 4071 est située à environ 1,9 degré au sud-est de Lambda Muscae.

## Caractéristiques

### Distance, taille et vitesse
Le logiciel en ligne Aladin Lite permet de consulter les données astronomiques de plusieurs catalogues, dont le « GAIA EARLY DATA RELEASE 3 (GAIA EDR3) ». La parallaxe de NGC 4071 est égale à 0,375 8 ± 0,153 0 mas, ce qui correspond à une distance de 2661 +1827
−770 pc.
Selon les sources, la taille apparente de la nébuleuse est de 1,05′ ou de 1,27′,, ce qui, compte tenu de la distance et grâce à un calcul simple, équivaut à une taille réelle de 2,8 +3,5
−0,9 al.
Aucune donnée n'est disponible au sujet de la vitesse de NGC 4071 dans les sources consultées.